# Irene Worth
Irene Worth, eigentlich Harriet Elizabeth Abrams, (* 23. Juni 1916 in Omaha, Nebraska; † 10. März 2002 in New York City, New York) war eine US-amerikanische Schauspielerin.

## Leben und Wirken
Irene Worth studierte an der University of California, Los Angeles und arbeitete zunächst als Lehrerin. Als Fenella in dem Stück Escape Me Never gab sie 1942 auf einer Tournee ihr Bühnendebüt. In Großbritannien begann sie später eine bedeutende Bühnenlaufbahn. Sie spielte sowohl am Old Vic Theatre als auch mit der Royal Shakespeare Company, während sie Gastspiele in die Vereinigten Staaten zurückführten. Worth erhielt 1976 den Tony Award für die Beste Hauptdarstellerin als Prinzessin Kosmonopolis in Süßer Vogel Jugend und 1991 für die Beste Nebendarstellerin in Lost in Yonkers.
Im Film war sie nur sporadisch zu sehen, doch ihre Rollen wurden mit einiger Sorgfalt ausgewählt. 1959 gewann sie einen British Academy Film Award als Beste Hauptdarstellerin für ihre Rolle in Der lautlose Krieg. In dem Piratenfilm Pirat der sieben Meere verkörperte sie eine wenig Skrupel zeigende Königin Elisabeth I. 1983 wurde sie für ihre Rolle in Das Mörderspiel für einen Saturn Award für die beste Nebendarstellerin vorgeschlagen.  
Ende der 1970er Jahre kehrte Worth in die Vereinigten Staaten zurück, spielte dort Theater und wirkte gelegentlich in Filmen mit. Sie erschien auch in einer Reihe von Fernsehproduktionen.

## Filmografie (Auswahl)
- 1952: Die Verblendeten (The Secret People)
- 1954: The Stratford Adventure (Kurzfilm)
- 1958: Der lautlose Krieg (Orders to Kill)
- 1958: Der Sündenbock (The Scapegoat)
- 1962: Pirat der sieben Meere (Il dominatore dei sette mari)
- 1971: Nikolaus und Alexandra (Nicholas and Alexandra)
- 1971: Nicht von schlechten Eltern (Rich Kids)
- 1981: Der Augenzeuge (Eyewitness)
- 1982: Das Mörderspiel (Deathtrap)
- 1983: Getrennte Tische (Separate Tables)
- 1984: Versteckt (Forbidden)
- 1985: Fast Forward – Sie kannten nur ein Ziel (Fast Forward)
- 1989: Rosamunde Pilcher: Die Muschelsucher (The Shell Seekers)
- 1993: Trouble in Yonkers (Lost in Yonkers)
- 1999: Ticket to Love (Just the Ticket)
- 1999: Onegin – Eine Liebe in St. Petersburg (Onegin)